# 絕命戰警：非法審判
《絕命戰警：非法審判》是一款第三人稱動作電子遊戲。它是《正義戰警》系列遊戲的重啟作品，主角是格蘭特城（Grant City）警察Jack Slate和他的狗伙伴Shadow。由Volatile Games開發，萬代南夢宮娛樂負責在PlayStation 3和Xbox 360上發行。

## 外部連結
- 莫比游戏上的《絕命戰警：非法審判》（英文）